# ویرگ ام اترزی
ویرگ ام اترزی (به آلمانی: Weyregg am Attersee) یک منطقهٔ مسکونی در اتریش است که در ناحیه وکلابروک واقع شده‌است. ویرگ ام اترزی ۵۵ کیلومتر مربع مساحت دارد ۴۸۲ متر بالاتر از سطح دریا واقع شده‌است.

## خواهرخوانده
شهر Trimmis خواهرخواندهٔ ویرگ ام اترزی هست.